# Instrument d'escriptura

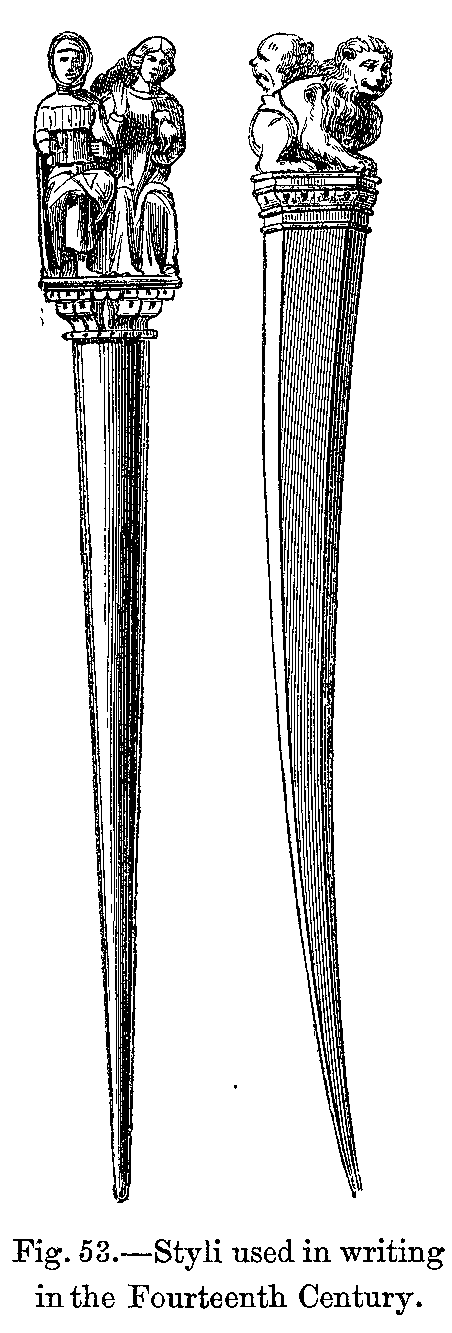
Estilis utilitzats per escriure al segle XIV.

Un instrument d'escriptura o eina d'escriptura, és un objecte utilitzat per generar escriptura. L'escriptura consta de diferents figures, línies i/o formes. La majoria d'aquests instruments també es poden utilitzar per a altres funcions com ara pintura, dibuix i dibuix tècnic, però els instruments d'escriptura generalment tenen el requisit habitual de crear una línia suau i controlable.
Un altre instrument d'escriptura emprat per una població més petita és el punxó que s'utilitza juntament amb una pissarra especial per perforar els punts sobre una cartolina Braille.

## Autònoms
Un instrument d'escriptura autònom és aquell que no pot "esgotar-se"; l'única manera de fer-lo inútil és destruir-lo.

### Sense pigment
Els exemples coneguts més antics es van crear marcant una superfície plana amb una eina rígida en lloc d'aplicar pigment amb un objecte secundari, per exemple, el jiaguwen xinès tallat en closques de tortuga. No obstant això, això pot representar simplement la durabilitat relativa d'aquests artefactes en lloc de representar realment l'evolució de les tècniques, ja que l'aplicació significativa del pigment està testimoniada en pintures rupestres prehistòriques com les de Lascaux.
Els antics sumeris i les seves cultures successores, com els babilonis, van produir la seva escriptura cuneiforme prement un punxó triangular en tauletes d'argila suau, creant marques característiques en forma de falca. Les tauletes d'argila es van coure després per endurir-les i conservar permanentment les marques. Altres cultures antigues com la Grècia Micènica també van inscriure els seus registres en tauletes d'argila però no les van coure habitualment; gran part del corpus Lineal B de la Creta Minoica es va conservar accidentalment per un incendi catastròfic que va coure aquestes tauletes com si les haguessin enfornat. Els Romans feien servir estil de plom amb tauletes de cera que es podien "esborrar" fregant de nou suament la superfície recoberta de cera d'abella.
A l'era moderna, els ordinadors de mà i alguns altres dispositius d'entrada d'ordinador utilitzen un llapis per introduir informació a una pantalla aplicant pressió en lloc de dipositar pigment.
Les paraules i els noms encara s'inscriuen habitualment en objectes commemoratius, com ara els noms dels guanyadors gravats a la Copa Stanley de plata o l'adreça de Gettysburg gravada a la paret de pedra del Lincoln Memorial, però les eines necessàries no es consideren exclusivament instruments d'escriptura.

### Amb pigment incorporat

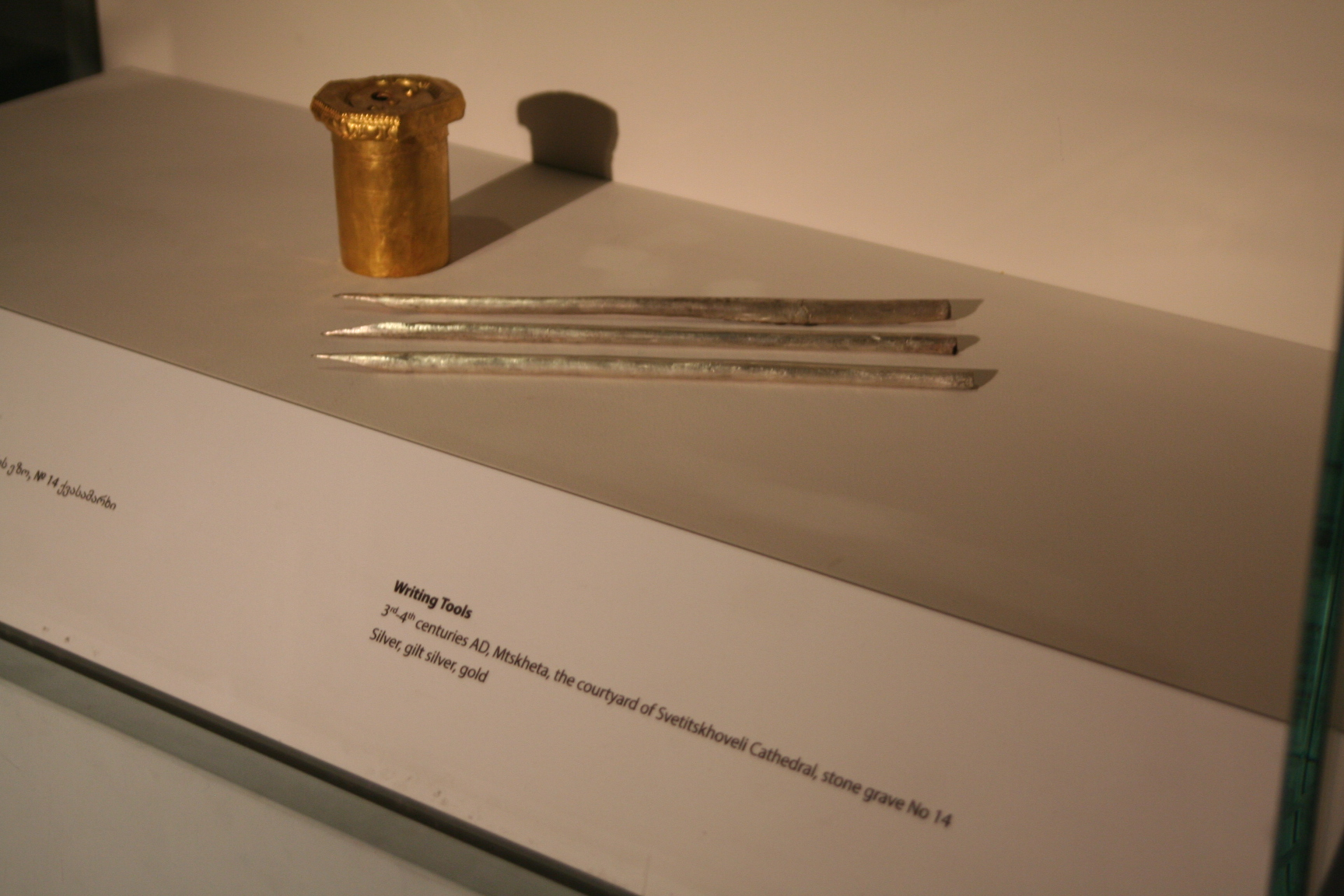
Els instruments d'escriptura dels segles III-IV de Mtskheta, Geòrgia.

La forma original de " llapis de plom" era el llapis de plom que utilitzaven els antics romans, que també l'utilitzaven per escriure sobre fusta o papir deixant ratlles fosques on el metall tou s'adheria a la superfície. El concepte s'ha revifat en els darrers temps com el nucli del ploma sense tinta : un aliatge metàl·lic a base de plom que deixa marques fosques sobre el paper abrasant petits trossos de nucli a la superfície.
Tanmateix, la majoria dels " llapis de plom" moderns tenen un nucli no verinós de grafit negre grisenc barrejat amb diverses proporcions d'argila per a la consistència, tancat dins d'una carcassa exterior de fusta per protegir el fràgil grafit de trencar-se o deixar marques a la mà de l'usuari.
El guix blanc s'ha utilitzat tradicionalment a les aules per escriure en una pissarra principal a la part davantera de l'aula. Al segle xix, i fins ben entrat el segle xx, quan el paper era menys disponible, els estudiants individuals també escrivien amb guix a les seves pròpies pissarres petites. Tant el llapis com el guix existeixen en variants que poden crear marques en altres colors, però els llapis de colors i el guix de colors es consideren generalment materials d'art en lloc d'instruments d'escriptura. De la mateixa manera, encara que els nens molt petits poden utilitzar llapis de cera de colors per escriure paraules a les seves imatges, l'escriptura no es considera l'ús principal dels llapis de colors.
Un llapis de cera s'assembla tant a un llapisclàssic perquè conté un nucli de cera de colors brillants dins d'una carcassa de paper protectora, però les seves proporcions són més properes a les d'un llapis estàndard. Els llapis de cera s'utilitzen principalment per escriure sobre superfícies no poroses com ara porcellana o vidre.
Els llapis, el guix i els llapis de colors normals comparteixen la característica que no poden "esgotar-se". La vida útil d'aquests aparells està molt lligada a la seva existència física. Tanmateix, és possible que siguin necessaris accessoris especialitzats, com ara maquines de fer punta, per remodelar l'extrem de treball del nucli del pigment o per treure la carcassa exterior de la punta.

## Assistit
Aquests requereixen la presència d'un pigment afegit per poder escriure, i són inútils quan estan "buits".

### Plomí
El plomí és la forma més comuna d'escriptura. Té una punta dura que aplica tinta sobre una superfície.

#### Plomes d'immersió d'acció capil·lar
Inicialment, les plomes es feien tallant una punta de forma adequada de l'extrem d'un material natural buit i prim que podia retenir un petit dipòsit de tinta per acció capil·lar. No obstant això, aquests dipòsits de tinta eren relativament petits, la qual cosa requeria que la ploma s'hagués de submergir periòdicament en un tinter extern per recarregar-la de tinta.
Els antics egipcis feien servir càlams per escriure sobre papir. Els plomins de ploma d'ànec eren estàndard a Europa i als Estats Units durant els segles XVIII i XIX, i encara s'utilitzen en diversos contextos, com ara la cal·ligrafia i els entorns formals com les grans transaccions bancàries. Les plomes més comunes s'agafaven de les ales d'oques o corbs, encara que les plomes de cignes i paons de vegades tenien més prestigi.
Un ploma té una punta d'acer (la ploma pròpiament dita) i un portaplomes. Els portaplomes.solen ser molt versàtils, ja que el suport de plomes pot acomodar una gran varietat de puntes especialitzades per a diferents finalitats: escriptura de coure, plomes de mapes o portaplomes.de cinc puntes per dibuixar pentagrames de música. Es poden utilitzar amb la majoria de tipus de tinta, algunes de les quals són incompatibles amb altres tipus de ploma. Les plomes automàtics són una categoria de plomes d'immersió, en què la punta està dividida en dues parts i pot contenir una quantitat més gran de tinta. Tanmateix, com tots els seus precursors, les plomes d'immersió amb punta d'acer tenien un dipòsit de tinta limitat i una tendència a degotejar taques de tinta a la pàgina.

#### Plomes estilogràfiques

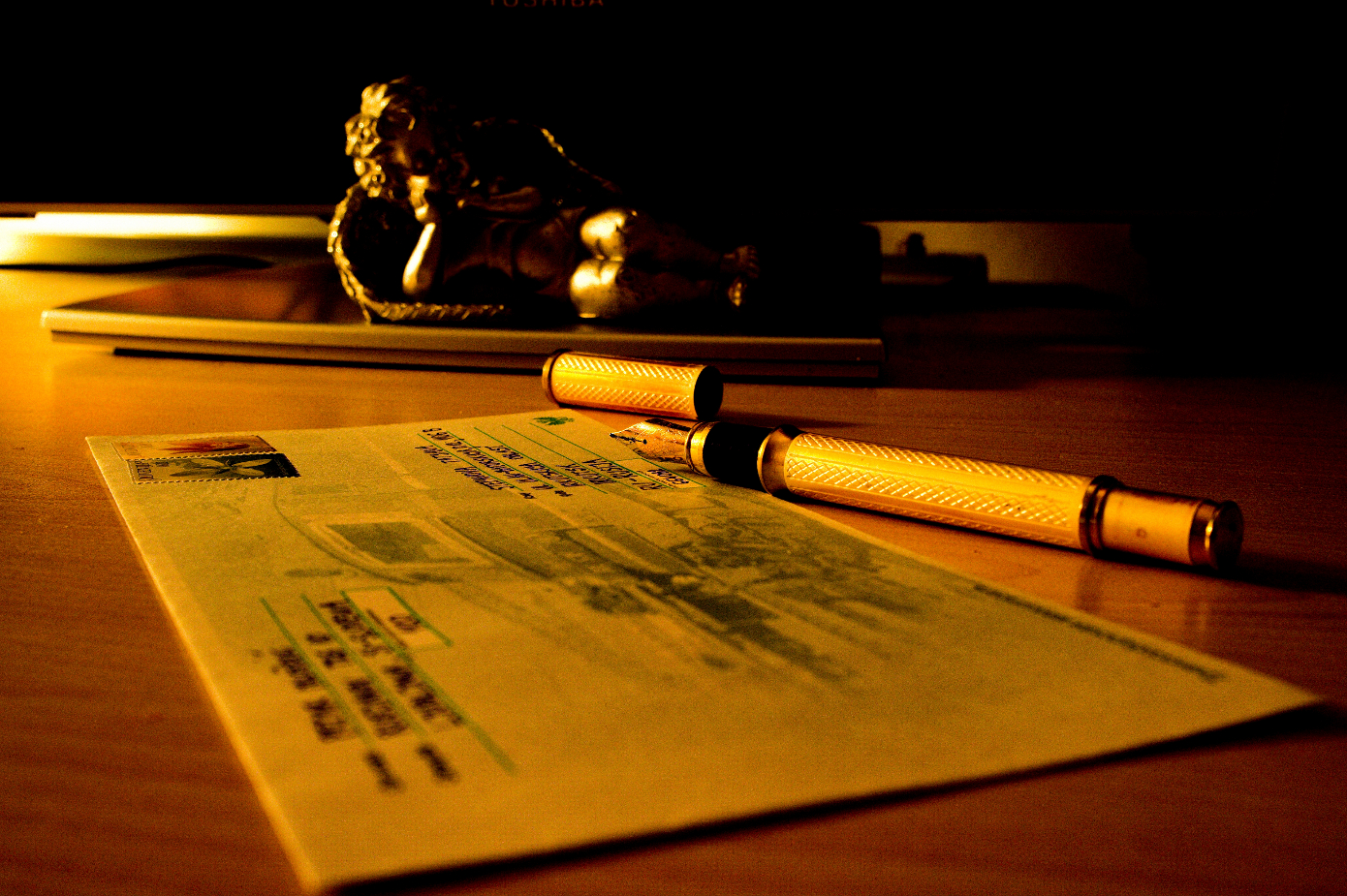
Una carta escrita amb ploma estilogràfica.

Les primeres plomes estilogràfiques modernes es van desenvolupar al segle XIX, amb dissenys funcionalment similars que van aparèixer ja al segle x. Aquests consisteixen en la unitat de punta, una cambra de dipòsit de tinta i una carcassa externa. La carcassa sol incloure una coberta per a la punta, per tal de protegir la seva forma i evitar que la tinta s'evapori seca o s'enfili a la butxaca de l'usuari. Depenent del disseny de la ploma, el dipòsit de tinta es pot omplir de diverses maneres diferents: addició directa amb comptagotes, succió des d'un mecanisme intern o cartutxos preomplerts d'un sol ús. Algunes plomes estilogràfiques basades en cartutxos es poden equipar amb "convertidors", que són dipòsits separats de pistons/aspiració de les mateixes dimensions que el cartutx de recàrrega habitual de la ploma; aquests permeten que la ploma es torni a omplir de tinta.
Només es poden utilitzar certs tipus de tinta en una ploma estilogràfica, per evitar l'obstrucció del mecanisme de la unitat de punta. Tot i que el dipòsit més gran de plomes estilogràfiques requereix una reposició de tinta menys freqüent, la tinta pot vessar inconvenient en determinats contextos per tacar el paper, els dits o la roba d'un escriptor incauto. Les diferències en la pressió de l'aire poden fer que la tinta s'escapi quan es viatja en avió.

#### Instruments de tinta d'un sol ús
Al segle XX es van popularitzar un gran nombre de nous tipus d'Instruments de tinta. Alguns d'ells no estan construïts per reomplir-se amb tinta un cop s'hagué gastat el dipòsit; tot i que alguns d'ells poden reemplaçar el seu compartiment de tinta intern, el costum generalitzat és simplement llençar la ploma sencera quan la seva tinta s'ha gastat.
Aquests tipus inclouen el bolígraf (sovint anomenat biro a molts països de la Commonwealth) i el rotulador. Tots dos tenen subtipus que s'anomenen popularment amb els seus propis noms específics, generalment basats en el tipus de la seva tinta, com ara: retolador, marcador fluorescent, bolígraf roller, bolígraf de gel, etc..

### Llapis mecànic
A diferència de la fabricació d'un llapis de fusta tradicional al voltant d'un nucli de grafit sòlid, un llapis mecànic alimenta una petita peça mòbil de grafit des de dins del cos, a través de la seva punta. Un mecanisme intern controla la posició del grafit per fricció, de manera que, tot i que es manté estable mentre s'escriu, el grafit es pot avançar cap endavant per compensar el desgast gradual o retraure per protegir-lo quan no s'utilitza. El grafit dels llapis mecànics és típicament molt més estret que en els llapis de fusta, alguns d'ells en diàmetres de submil·límetres. Això els fa especialment útils per a diagrames fins o escriptura a mà petita, encara que no es poden intercanviar diferents mides de mines de recàrrega en el mateix llapis tret que hagi estat dissenyat especialment per a aquest propòsit.

### Pinzell de tinta
Encara que a la civilització occidental l'escriptura es fa habitualment amb algun tipus de llapis o ploma, altres cultures han utilitzat altres instruments. Els caràcters xinesos s'escriuen tradicionalment amb un pinzell, que es percep com un traç elegant i fluid. Un pinzell es diferencia d'un bolígraf perquè en comptes d'una punta rígida, el pinzell té la punta amb feixos de pèl suaus. Els feixos de pèl es passen suaument pel paper amb la pressió suficient per permetre que la tinta s'enfili a la superfície, en lloc d'aixafar el raspall fins a una resistència substancial a la fricció. Tot i que les plomes amb puntes semiflexibles i tinta líquida també poden variar l'amplada del traç segons el grau de pressió aplicada, el seu rang de variació és molt menys evident.
Tradicionalment, els pinzells s'han carregat amb tinta submergint els feixos de pèl en una piscina externa de tinta sobre una pedra de tinta, de manera anàloga a un bolígraf tradicional amb un tinter. Algunes empreses fabriquen ara " pinzells " que en aquest sentit s'assemblen a una ploma estilogràfica, amb un dipòsit de tinta intern integrat al mànec que es pot omplir amb cartutxos precarregats o un convertidor d'ompliment d'ampolles.

## Accessoris

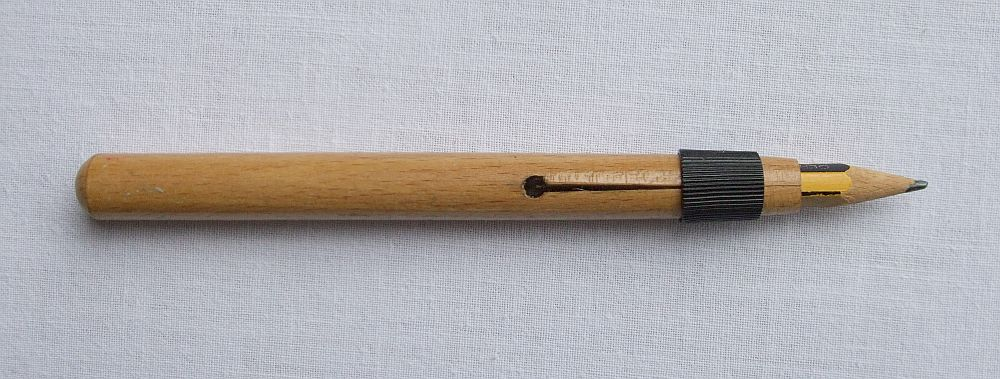
Un extensor de llapis de fusta.

Altres instruments indirectament associats amb l'escriptura inclouen gomes d'esborrar per a llapis i el propi llapis, maquines de fer punta, extensors de llapis, tinters, paper secant i regles i instruments de dibuix relacionats. Les olles de saltar eren un precursor del paper secant, essent un dispensador de material en pols per assecar el paper. Les plantilles es poden utilitzar per crear lletres, patrons o signatures estandarditzades. També hi ha maquines de llapis que es poden utilitzar exclusivament amb llapis de fusta.